# Ribeiros

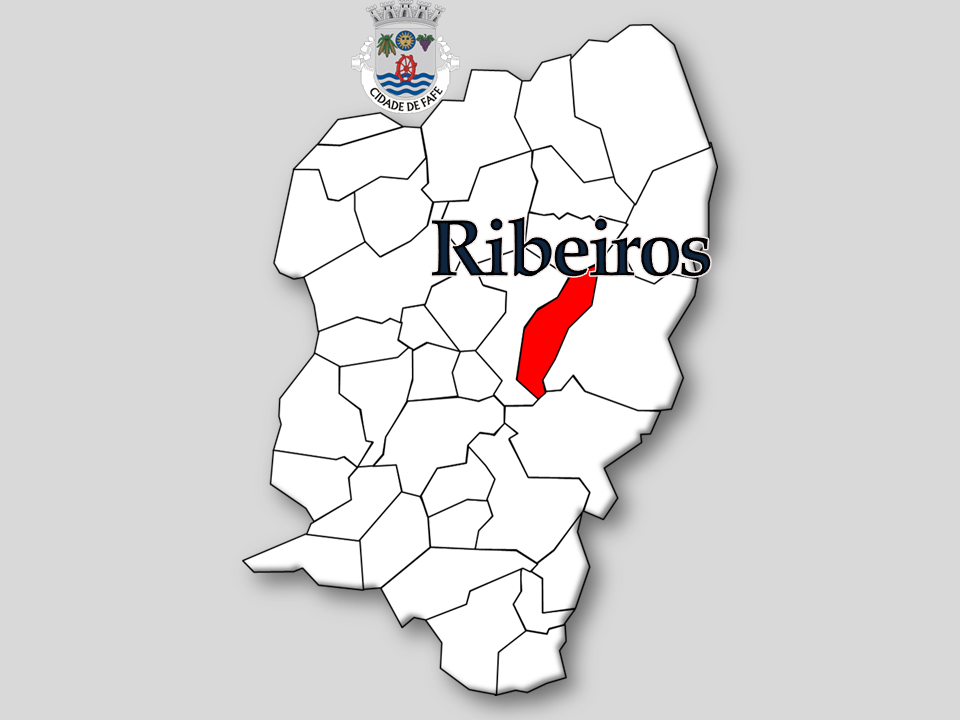
Localização da Freguesia de Ribeiros no Município de Fafe

Ribeiros é uma povoação portuguesa sede da Freguesia de Ribeiros do Município de Fafe, freguesia com 4,96 km² de área e 545 habitantes (censo de 2021), tendo, por isso, uma densidade populacional de 110 hab./km².

## Demografia
A população registada nos censos foi:
| Ano  | 0-14 Anos | 15-24 Anos | 25-64 Anos | > 65 Anos |
| 2001 | 129       | 128        | 348        | 127       |
| 2011 | 86        | 74         | 362        | 118       |
| 2021 | 64        | 54         | 298        | 129       |